# Pounamuella complexa
Pounamuella complexa là một loài nhện trong họ Orsolobidae.
Loài này thuộc chi Pounamuella. Pounamuella complexa được Raymond Robert Forster miêu tả năm 1956.